# FIFA 99
FIFA 99 — футбольная компьютерная игра, разработанная и выпущенная корпорацией Electronic Arts 8 ноября 1998 года. Шестая игра в серии и третья в 3D. Игра была выпущенная для ряда игровых платформ: для PC, PlayStation и Nintendo 64. Слоган игры: «All The Clubs, Leagues and Cups» (Все клубы, лиги и кубки).

## Обзор
В игре присутствовало множество новых лиг (были даже проблемы с продажей игры в Португалии, где возник конфликт с обладателями лицензии на Португальский чемпионат), что поспособствовало хорошим продажам игры и увеличению популярности. Также были значительно улучшены графическая составляющая игры, анимация персонажей, уникальные формы команд и их эмблемы. Игрокам позволялось создавать свои собственные турниры и выбирать команды, которые будут в них участвовать. В игре присутствовал режим «European Super League» (рус. Европейская СуперЛига), включающий в себя 20 лучших команд Европы, которые сражались друг с другом в большом групповом турнире.

## Особенности
- Значительно улучшилась графика и анимация.
- Возможность создавать турниры и выбирать команды, которые будут в них участвовать.
- Новый режим «European Super League».
- Подвергся изменению геймплей.
- Впервые включили футбольные команды из лиг не включенных в игру, в категорию «Прочие страны». В общей сложности в этой категории 48 клубов.
- Уникальный игровой приём — возможность симуляции, когда игрок падал в надежде заработать штрафной удар.

## Саундтрек
- Danmass — Gotta Learn (Dub Pistols Sick Junkie Remix)
- Dylan Rhymes — Naked and Ashamed
- Fatboy Slim — The Rockafeller Skank
- Gearwhore — Passion
- God Within — Raincry
- Lionrock — Rude Boy Rock

## Оценки
| Сводный рейтинг       | Сводный рейтинг | Сводный рейтинг | Сводный рейтинг |
| Издание               | Оценка          | Оценка          | Оценка          |
| Издание               | N64             | PC              | PS              |
| --------------------- | --------------- | --------------- | --------------- |
| GameRankings          | 82,64 %         | 88,87 %         | 87,95 %         |
| Русскоязычные издания |                 |                 |                 |
| Издание               | Оценка          | Оценка          | Оценка          |
| Издание               | N64             | PC              | PS              |
| «Игромания»           |                 | 9,4/10          |                 |